# Orthoperus rogeri
Orthoperus rogeri is een keversoort uit de familie molmkogeltjes (Corylophidae). De wetenschappelijke naam van de soort werd in 1874 gepubliceerd door Ernst Gustav Kraatz.